# 魏豹
魏豹（？－前204年），原魏国公族，秦末民變時的六國群雄之一。魏咎之弟，魏咎敗死後繼承兄位，立為魏王，後被項羽封為西魏王，後因叛服無常，被漢御史大夫周苛所殺。夫人為薄姬。

## 簡介
是戰國末期魏國宗室，其兄魏咎在戰國末期被魏王封為甯陵君。前209年陳勝與吳廣發動大澤之變，陳勝稱王，魏咎加入了他的陣營。陳勝派遣周巿攻取魏地，當攻下魏地後，陳勝打算立周巿為魏王，周巿不願接受，認為應該立舊魏國宗室為魏王，於是魏咎被立為魏王。
前208年中，魏咎兵敗於秦國大將章邯，為了避免秦兵屠城，與章邯約定好之後，自焚而死，魏豹逃到楚，得到楚後懷王贈予的數千兵馬，再向魏地進攻。魏豹攻下了魏地二十餘城，楚後懷王立魏豹為魏王。魏豹帶領精兵跟從項羽進入關中。前206年項羽分封諸侯時，項羽想把梁地據為己有，於是徙魏豹於河東（大約是今山西省中南部），定都平陽，封為西魏王。
前205年，漢王劉邦率兵從臨晉渡過黃河，魏豹降漢，帶兵跟隨劉邦攻楚。劉邦在彭城之戰敗後，魏豹以探望患病親人為由返鄉，可是到達魏國內便叛離漢。劉邦遣酈食其遊說魏豹投降，魏豹回答說：「人生一輩子，就像陽光從牆縫間一下子穿過去，如此之快。如今漢王傲慢而常侮辱人，辱罵諸侯、群臣就像罵奴才一樣，一點都沒有上對下的禮節，我不想再見到他了。」於是劉邦遣曹參、韓信攻魏，俘虜了魏豹，把河東併為漢國的一郡。
前204年，劉邦令魏豹守滎陽，項羽率領楚軍圍城時，另一守將周苛認為魏豹不可靠，遂將魏豹殺死。

## 影視形象
- 1985年香港无线电视的古裝連續劇《楚河汉界》劇中，由白文彪飾演。
- 1998年中國古裝歷史劇《汉刘邦》由董怀玉飾演。
- 2004年香港无线电视的古裝連續劇《楚汉骄雄》由李鴻傑飾演。
- 2006年中國古裝歷史劇《楚汉风云》由包德磐飾演。
- 2010年中國古裝歷史劇《大将军韩信》由杨林飾演。
- 2012年中國古裝歷史劇《楚汉传奇》由徐锦江飾演。
- 2012年中國古裝歷史劇《楚汉爭雄》由张勇飾演。

## 延伸阅读
[在维基数据编辑]
 《史記/卷090》，出自司馬遷《史記》
 《漢書·卷033》，出自班固《漢書》